# Чезара
Чезара (італ. Cesara, п'єм. Césara) — муніципалітет в Італії, у регіоні П'ємонт,  провінція Вербано-Кузіо-Оссола.
Чезара розташована на відстані близько 550 км на північний захід від Рима, 100 км на північний схід від Турина, 18 км на південний захід від Вербанії.
Населення — 595 осіб (2014).
Покровитель — Sant'Apro.

## Демографія
Населення за роками:

Станом на 1 січня 2023 року в муніципалітеті офіційно проживали 34 іноземці з 12 країн, серед них 3 громадяни країн Євросоюзу та 1 громадянин України.

## Сусідні муніципалітети
- Арола
- Чив'яско
- Мадонна-дель-Сассо
- Ноніо
- Пелла
- Варалло